# Nadine Picard
Pour les articles homonymes, voir Picard (homonymie) et Fayol.
Nadine Picard, née à São Paulo le 23 novembre 1896 et morte à Paris le 1er juillet 1987, est une actrice de théâtre et de cinéma française.
Elle a une sœur, Gisèle Picard, également actrice. Toutes deux de confession juive, elles voient leur carrière s'arrêter après le déclenchement de la Seconde Guerre mondiale.

## Biographie
Nadine Picard naît en 1896 au Brésil, de Camille Picard, et de Jeanne Marguerite Moyse, son épouse. Elle a une sœur aînée, Gisèle,[source secondaire souhaitée]. Les Picard, originaires de Colmar, s'étaient établis au Brésil après la guerre de 1870 avant de se fixer à Paris au début du XXe siècle. Ils résident 69, rue de Maubeuge, lorsque le père, négociant, meurt en 1917[source secondaire souhaitée].
Trois ans plus tard, toujours domiciliée avec sa mère, qui est alors courtière en perles fines, Nadine Picard épouse Henri Joseph Fayol, chimiste et fils de l'industriel Henri Fayol. Dans une interview qu'elle donnera le 6 avril 1983, elle racontera que son beau-père a vu d'un mauvais œil le mariage de ce fils relativement jeune et que le couple a dès lors été tenu à l'écart de la famille. Lorsqu'il meurt, en 1982, Henri Fayol fils n'est pas inhumé dans le caveau familial, à Presles, mais dans celui des Picard au cimetière du Montparnasse.

### Carrière
Nadine Picard commence à se produire sur scène dès l'âge de 13 ans, en 1910, dans des spectacles amateurs mondains où apparaît déjà sa sœur Gisèle depuis quelques années,,. Elle prend brièvement le pseudonyme de Nadine Phédia. Après avoir étudié au conservatoire de Paris, les deux sœurs sont engagées au théâtre de l'Odéon, Gisèle en 1917, Nadine l'année suivante dans Le Mariage de Figaro. En 1921, elle est engagée par un théâtre de boulevard pour y reprendre la pièce Le Poussin d’Edmond Guiraud, créée en 1908.
Sa carrière cinématographique, débutée en 1931, compte une quinzaine de films jusqu'en 1937. En octobre 1939, après la déclaration de guerre, Nadine Picard réunit quelques artistes dramatiques — comme France Ellys, Pierre Gay ou Émile Drain — et rouvre le théâtre de Rochefort, dont le directeur Charles de Rochefort est alors mobilisé. Mais sa carrière marque le pas. En 1942, après la promulgation de l'ordonnance du 29 mai qui impose le port de l'étoile jaune en France, Henri Fayol parvient à obtenir pour sa femme une des rares exemptions accordées, pour « de pressants motifs économiques ».
En 1945, Nadine Picard fait la connaissance du dramaturge Pierre Barillet. De leurs multiples rencontres, ce dernier tirera en 2010 une pièce, Moi, Nadine Picard, inspirée des souvenirs de la comédienne.

## Théâtre
(liste partielle)
- 1910 : En Scène !... En Seine..., revue de Robert Alexandre, Marcel Silvain et Serge Veber, Paris
- 1913 : Mieux vaut moutard que jamais !, revue de Marcel Silvain et Serge Veber, Lyceum, Paris
- 1918 : Le Mariage de Figaro, comédie en 5 actes de Pierre-Augustin Caron de Beaumarchais, théâtre de l'Odéon, Paris : Suzanne (8 août)

- 1923 : Le Poussin, pièce d’Edmond Guiraud, théâtre Antoine, Paris : Lucienne d'Alègre (27 janvier)
- 1925 : Le Mariage de Monsieur le Trouhadec, comédie en 4 actes de Jules Romains, Comédie des Champs-Élysées, Paris : Rolande (31 janvier)
- 1928 : Week-end, comédie en 3 actes de Noël Coward, adaptation d'Andrée Mery, théâtre de la Potinière, Paris : Myra Arundel (15 septembre)
- 1929 : Le Sexe faible, pièce en 3 actes d'Édouard Bourdet, théâtre de la Michodière, Paris : Lili (10 décembre)
- 1937 : Le Voyageur sans bagage, pièce en 5 tableaux de Jean Anouilh, théâtre des Mathurins, Paris : Valentine Renaud (16 février)

## Filmographie
- 1931 : Sola de Henri Diamant-Berger : Nadia
- 1931 : Faubourg Montmartre de Raymond Bernard : Fernande
- 1931 : Après l'amour de Léonce Perret : Mme Stivié
- 1932 : Une nuit au paradis de Pierre Billon et Karel Lamač : Huguette Fluet
- 1932 : L'Enfant du miracle de D. B. Maurice : Josette
- 1932 : Conduisez-moi Madame de Herbert Selpin : Véra de Saurin
- 1932 : La Cure sentimentale de Pierre Weill et Max Dianville
- 1933 : Coquin de sort d'André Pellenc : Odette Desroses
- 1933 : Le Sexe faible de Robert Siodmak : Lily
- 1933 : Les Surprises du divorce de Jean Kemm : Diane
- 1933 : La Femme invisible de Georges Lacombe
- 1934 : Primerose de René Guissart : la mondaine
- 1935 : Ferdinand le noceur de René Sti : Amandine
- 1937 : Un grand amour de Beethoven d'Abel Gance
- 1937 : Sarati le Terrible d'André Hugon : Alice
- 1938 : Je chante de Christian Stengel : Mlle Valle

## Dans la culture
- Moi, Nadine Picard, monologue de Pierre Barillet, Limoux, théâtre de l'île de Sournies, 2010

## Source
- Photographie de Nadine et Gisèle Picard en 1910[8]